# João Afonso Crispim
João Afonso Crispim (Criciúma, 9 febbraio 1995) è un calciatore brasiliano, centrocampista dell'Anápolis.

## Caratteristiche tecniche
È un mediano.

## Carriera
Ha esordito fra i professionisti il 2 aprile 2012 con la maglia del Novo Hamburgo in occasione del match del Campionato Gaúcho vinto 2-1 contro l'Avenida.